# Міттельберг
Міттельберг — містечко та громада  округу Брегенц в землі Форарльберг, Австрія. Міттельберг лежить на висоті 1200 м над рівнем моря і займає площу  96,82 км². Громада налічує 5013 мешканців. Густота населення 52/км².  
Громада лежить в районі, який носить назву Брегенцький ліс.   Населення Форальбергу розмовляє алеманським діалектом німецької мови, а тому ближче до швейцарців, ніж до населення більшої частини Австрії, яке розмовляє баварсько-австрійським діалектом. Основною індустрією Форальбергу є спортивний туризм, і кожен населений пункт має розвинуту інфраструктуру: транспорт, готелі тощо. 
|                                      |
| Міттельберг на мапі округу та землі. |

Адреса управління громади: Walserstr. 52, 6991 Riezlern.

## Демографія
Історична динаміка населення міста за даними сайту Statistik Austria